# Блези
Блези (фр. Blaisy) насеље је и општина у североисточној Француској у региону Шампањ-Арден, у департману Горња Марна која припада префектури Шомон.
По подацима из 2011. године у општини је живело 79 становника, а густина насељености је износила 14,06 становника/km². Општина се простире на површини од 5,62 km². Налази се на средњој надморској висини од 290 метара.

## Демографија
| 1962. | 1968. | 1975. | 1982. | 1990. | 1999. | 2011. |
| ----- | ----- | ----- | ----- | ----- | ----- | ----- |
| 39    | 46    | 53    | 63    | 73    | 64    | 79    |

График промене броја становника у току последњих година